# Дойл, Джим
Джеймс Эдвард «Джим» Дойл (англ. James Edward «Jim» Doyle, 23 ноября 1945; Вашингтон) — американский политик, представляющий Демократическую партию. 44-й губернатор штата Висконсин с 2003 по 2011 год.

## Биография

### Ранние годы и образование
Джим Дойл родился 23 ноября 1945 года в Вашингтоне, в семье Рут Бачубер и Джеймса Дойла-старшего, которые были влиятельными членами демократической партии штата Висконсин. Джеймс Дойл-старший безуспешно баллотировался на пост губернатора в 1954 году и был назначен на должность федерального судьи в 1965 году. Рут Бачубер Дойл в 1948 году стала первой женщиной, избранной в законодательное собрание штата Висконсин от округа Дейн.
В 1963 году Дойл окончил среднюю школу Madison West и поступил в Стэнфордский университет. Проучившись три года, он вернулся в Мэдисон, где доучился последний год в Висконсинском университете и получил степень бакалавра. После окончания университета, вдохновлённый призывом Джона Кеннеди к государственной службе, Дойл вместе с женой Джессикой отправился в Тунис, где с 1967 по 1969 год работал учителем в составе Корпуса мира.
В 1972 году Дойл получил степень доктора права в Гарвардской школе права, после чего переехал в индейскую резервацию Навахо-Нейшен в Чинле, штат Аризона, где работал адвокатом в федеральной юридической службе.

### Политическая карьера
В 1975 году Дойл вернулся в Мэдисон, и отслужил три срока в качестве прокурора округа Дейн, с 1977 по 1982 год. Уйдя с этого поста, он восемь лет занимался частной практикой. В 1990 году Дойл был избран генеральным прокурором Висконсина и переизбирался на эту должность в 1994 и 1998 годах. В 1997—1998 годах он занимал пост президента Национальной ассоциации генеральных прокуроров.
5 ноября 2002 года Дойл был избран губернатором штата Висконсин, победив республиканца Скотта Маккаллума (45,09 % и 41,39 % голосов соответственно). 7 ноября 2006 года Дойл был переизбран на второй срок. На выборах он победил республиканца Марка Грина, набрав 52,8 % голосов против 45,3 % у соперника. 17 августа 2009 года Дойл объявил, что он не будет баллотироваться на третий срок.
В 2007 году Дойл был председателем Ассоциации губернаторов Среднего Запада.
После ухода с поста губернатора Дойл работает адвокатом в международной юридической фирме Foley & Lardner.

### Личная жизнь
Дойл женился на Джессике Лэйрд Дойл, племяннице бывшего конгрессмена Мелвина Лэйрда, и правнучке Уильяма Коннора, который был вице-губернатором штата Висконсин в 1907—1909 годах. У них двое приемных сыновей, Гас и Гейб, внук Asiah и внучка Лили.